# یواس‌اس شینوک (اس‌پی-۶۴۴)
یواس‌اس شینوک (اس‌پی-۶۴۴) (به انگلیسی: USS Chinook (SP-644)) یک کشتی بود.